# Gran Consiglio delle compere

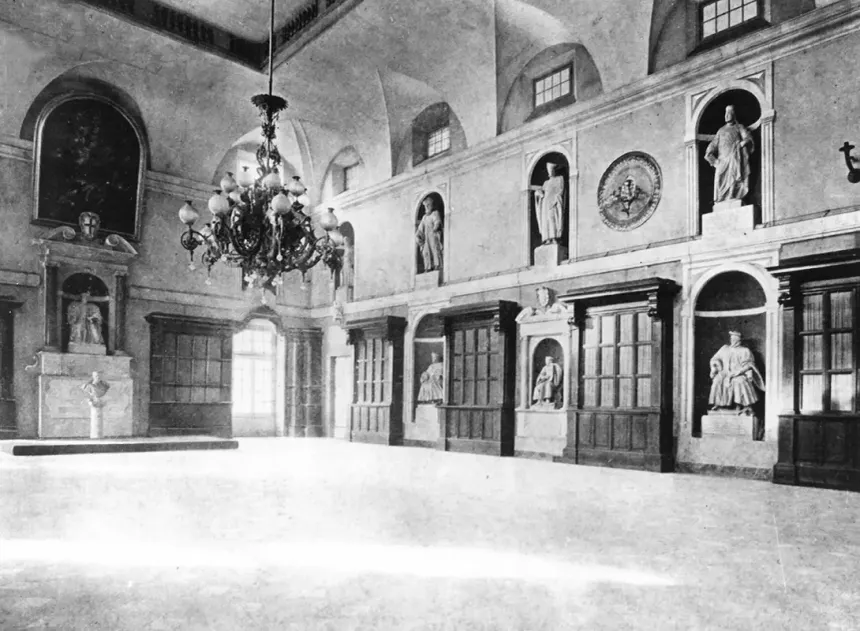
La Sala delle Compere, fatta costruire appositamente nel XVI secolo dal Banco di San Giorgio

Il Gran Consiglio delle Compere fu l’organo supremo della Casa delle Compere e dei Banchi di San Giorgio, l’istituzione finanziaria centrale della Repubblica di Genova, attiva dal 1407 al 1805. Questo Consiglio rappresentava l’assemblea generale dei cosiddetti luogatari, ovvero i creditori pubblici che avevano investito nelle compere, le obbligazioni del debito pubblico emesse dallo Stato genovese.

## Origine
L’origine del Gran Consiglio è da ricondurre all’atto istitutivo del Banco di San Giorgio nel 1407, anche se una codificazione precisa della sua struttura e delle sue funzioni si ebbe solo con le Leggi delle Compere promulgate nel 1568. Il Consiglio era composto da circa quattrocentottanta membri, scelti esclusivamente tra coloro che possedevano almeno una quota del debito statale. L’accesso al Consiglio avveniva mediante un sistema misto: metà dei seggi erano assegnati tramite sorteggio, l’altra metà per scrutinio segreto. I membri erano tenuti a rispettare requisiti di censo, residenza e irreprensibilità morale, e la loro carica era a termine, con rotazione regolare.

## Funzionamento e scopo
Il Gran Consiglio esercitava un’ampia funzione deliberativa. Approvava i bilanci generali e i conti consuntivi della Casa, ratificava nuovi prestiti e modifiche alle condizioni delle compere, e decideva sull’affidamento degli appalti per la riscossione delle imposte. Una delle sue attribuzioni principali era la nomina dei Protettori delle Compere, il collegio ristretto incaricato della gestione esecutiva quotidiana del Banco. Le proposte più delicate o strategiche venivano preventivamente vagliate da un consiglio ristretto di venti membri interni, che includeva anche gli stessi Protettori.
Accanto al Gran Consiglio operavano numerosi organi subordinati. I Protettori, solitamente sei o otto, erano scelti tra i membri del Consiglio e restavano in carica per due anni. Il loro compito era sovraintendere all’amministrazione diretta del Banco, spesso coadiuvati da un collegio di cinquantadue consiglieri. Esistevano inoltre magistrature tecniche preposte alla gestione delle dogane, delle gabelle sul sale, della contabilità e del controllo interno, come l’Ufficio dei Sindacatori.

## Dopo il XVII secolo
Nel corso del XVII secolo il Gran Consiglio delle Compere rappresentò una delle istituzioni più influenti della Repubblica, con un potere economico spesso superiore a quello del Senato stesso. La Casa amministrava interi territori sotto regime fiduciario, come l’isola di Corsica, Chio, Tabarca e Caffa, esercitando su di essi poteri quasi sovrani. Questo straordinario modello di autogoverno finanziario sopravvisse fino alla fine della Repubblica aristocratica.
Nel 1797, con l’arrivo delle truppe napoleoniche e la proclamazione della Repubblica Ligure, la Casa di San Giorgio perse ogni autonomia. Il Consiglio fu formalmente sciolto e con esso decadde anche la funzione politica e gestionale dell’intero Banco. La soppressione definitiva dell’istituto e la liquidazione dei suoi beni avvennero nel 1805, per decreto dell’amministrazione imperiale francese.

## Casi celebri e deliberazioni significative
Nel corso della sua storia plurisecolare, il Gran Consiglio delle Compere si trovò a deliberare su numerosi casi di rilevanza storica, amministrativa e politica. Tra i più significativi, spicca la gestione dell’isola di Corsica nel corso del XVI e XVII secolo. Dopo il progressivo deterioramento della capacità della Repubblica di Genova di mantenere il controllo diretto sull’isola, fu proprio il Gran Consiglio, su proposta dei Protettori, a decidere la presa in carico amministrativa della Corsica da parte della Casa di San Giorgio. A partire dal 1453, e in forma più estesa nel 1562, la gestione dell’intero territorio isolano passò sotto l’autorità della Casa, con un proprio governatore e milizie finanziate attraverso le rendite delle compere.
Un altro caso emblematico fu la crisi dei saldi fiscali degli anni 1627–1630, aggravata dalla guerra di successione di Mantova e dalle continue pressioni fiscali sulla Repubblica. In tale contesto, il Gran Consiglio discusse lungamente sulla possibilità di emettere una nuova serie di compere straordinarie garantite da entrate doganali. Il dibattito fu teso: alcuni luogatari temevano che il gettito non sarebbe stato sufficiente a coprire gli interessi, mentre altri sottolineavano la necessità di sostenere la difesa marittima. Alla fine, fu votata una delibera che consentiva l’emissione di “Compere della Guerra” destinate al finanziamento della flotta e della difesa di Savona.
Non meno rilevante fu la questione della Gabella del Sale, che nel 1692 divenne oggetto di una controversia giuridica tra il Banco e il Senato della Repubblica. Il Gran Consiglio intervenne in forma straordinaria, affermando la propria giurisdizione diretta sulla gabella come fonte garantita dei luoghi. La questione fu risolta con un compromesso: la gestione rimase alla Casa, ma con supervisione congiunta da parte di due revisori nominati dal Maggior Consiglio della Repubblica.
Infine, nelle sessioni del 1795 e 1796, pochi anni prima della soppressione, il Gran Consiglio fu costretto a deliberare sull’insolvenza progressiva di alcune compere perpetue, la cui rendita non trovava più copertura fiscale. Si tentò una ristrutturazione volontaria del debito, con riduzione degli interessi, ma il discredito ormai diffuso e l’influenza crescente della Francia rivoluzionaria resero vani i tentativi. Le ultime deliberazioni del Consiglio, conservate negli archivi della Casa, mostrano la consapevolezza della fine imminente e una volontà di salvaguardare il patrimonio documentale e morale dell’istituzione.